# Brekstad
Brekstad è il centro amministrativo del municipio di Ørland, in Norvegia.
La popolazione è dedita principalmente alla pesca.
Il primo insediamento risale al 1833, mentre l'8 ottobre 2005 si fregia del titolo di città, divenendo la 95ª città della Norvegia.